# Andreea Mogoș
Andreea Ionela Mogos (IPA: /moɡos/; Vaslui, 2 giugno 1988) è una schermitrice italiana di origini rumene, specializzata nel fioretto e nella sciabola. Ha vinto una medaglia di bronzo alle Paralimpiadi di Rio de Janeiro 2016 e una medaglia alle Paralimpiadi di Tokyo 2020
.

## Biografia
Figlia di romeni emigrati in Italia e stabilitisi in Piemonte a Volpiano, Andreea è cugina del calciatore internazionale rumeno Vasile Mogoș, il cui padre è fratello del suo.
Rimasta paraplegica a diciotto anni a seguito di un incidente automobilistico in Austria durante un viaggio di ritorno da una visita ai parenti in Romania, nel periodo post-ospedaliero iniziò a praticare sport e, incidentalmente, si appassionò alla scherma.
Insieme ad altri undici atleti paralimpici, tra i quali Eleonora Sarti, Simone Barlaam, Arianna Talamona, Andreea Mogoș ha prestato il proprio corpo nudo a una campagna fotografica di Oliviero Toscani, Naked. La disabilità senza aggettivi, esposta a piazza del Campidoglio a Roma a dicembre 2019 per richiamare l'attenzione sui pregiudizi ancora esistenti sulle disabilità.

### Carriera
Fiorettista e sciabolatrice, è affiliata alla società torinese Lamerotanti e, dal 2017, anche al Gruppo Sportivo Fiamme Oro.
Nel suo palmarès vanta, a livello mondiale, un titolo nel fioretto a squadre nel 2017, un argento nella sciabola a squadre ancora nel 2017 e due bronzi nel fioretto a squadre nel 2015 e nel 2019; un bronzo paralimpico nel 2016 nel fioretto a squadre a Rio de Janeiro; due vittorie nel campionato d'Europa nel 2014 nel fioretto a squadre, due argenti continentali nel 2018, nel fioretto individuale e nella sciabola a squadre; bronzo nel 2016 nella sciabola individuale.

## Palmarès
Giochi paralimpici
- Rio de Janeiro 2016

 Bronzo nel fioretto a squadre
- Tokyo 2020

 Argento nel fioretto a squadre
- Parigi 2024

 Bronzo nel fioretto a squadre
Mondiali
- Eger 2015

 Bronzo nel fioretto a squadre
- Roma 2017

 Oro nel fioretto a squadre
 Argento nella sciabola a squadre
- Cheongju 2019

 Bronzo nel fioretto a squadre
Europei
- Strasburgo 2014

 Oro nel fioretto a squadre
- Torino 2016

 Bronzo nella sciabola individuale
- Terni 2018

 Oro nel fioretto a squadre
 Argento nel fioretto individuale
 Argento nella sciabola a squadre
- Varsavia 2022

 Argento nel fioretto a squadre
 Argento nel fioretto individuale
 Bronzo nella sciabola a squadre